# Centro Internacional de Ecología Tropical
Centro Internacional de Ecología Tropical (CIET) de la Unesco con sede en el Instituto Venezolano de Investigaciones Científicas
(IVIC).
Establecido en 1977 mediante un acuerdo entre la UNESCO y el Gobierno de Venezuela. Con la misión de extender la proyección internacional del Centro de Ecología. Ofrece facilidades de investigación y enseñanza, organiza cursos, seminarios, reuniones científicas nacionales y regionales